# ميغيل فينتورا تيرا
ميغيل فينتورا تيرا (بالبرتغالية: Miguel Ventura Terra‏) هو مهندس معماري برتغالي، ولد في 1866 في Seixas ‏ في البرتغال، وتوفي في 1919 في لشبونة في البرتغال.